# Bitva na Kačavě
Bitva na Kačavě, také bitva u Katzbachu byla bitvou napoleonských válek. Odehrála se v srpnu 1813 u řeky Kačava ve Slezsku (nedaleko Lehnice). V bitvě se střetla rusko-pruská armáda vedená maršálem Blücherem a francouzská vedená maršálem MacDonaldem. Bitva skončila pro francouzskou armádu těžkou porážkou. Ztratila 30 000 mužů proti 22 000 spojeneckým a spojencům se povedlo zastavit MacDonaldův postup do Slezska.